# Молекулярные сита
Молекулярные сита — кристаллические алюмосиликаты, имеющие трёхмерную структуру из тетраэдров оксида кремния и оксида алюминия и характеризующиеся точным и однородным размером пор. Поры в молекулярных ситах достаточно велики, чтобы пропускать небольшие молекулы, но в то же время они задерживают более крупные молекулы, что определило их использование в качестве осушителей и адсорбентов.

## Типы молекулярных сит
Молекулярные сита различаются размером пор, который определяет их селективность по отношению к пропускаемым и задерживаемым молекулам. В зависимости от этой характеристики изменяется область применения тех или иных молекулярных сит.

### 3 Å
Молекулярные сита 3 Å имеют состав 0,6 K2O : 0,40 Na2O : 1 Al2O3 : 2,0 ± 0,1 SiO2 : x H2O. 
Их получают путём замены ионов натрия в ситах 4 Å на ионы калия, что уменьшает эффективный размер пор. Такие сита находят применение в промышленной осушке углеводородов, включая крекинг-газ, пропилен, бутадиен, ацетилен. Также с их помощью осушивают полярные жидкости, такие как этанол и метанол, и удаляют воду и аммиак из потока N2/H2.

### 4 Å
Молекулярные сита 4 Å имеют состав 1 Na2O : 1 Al2O3 : 2,0 ± 0,1 SiO2 : x H2O. 
Такие сита применяются для статической осушки газообразных или жидких систем, например, при упаковке лекарств и неустойчивых химикатов. Данные сита также поглощают диоксид углерода, диоксид серы, сероводород, этилен, этан и пропилен. Эти сита считаются универсальным осушителем для полярных и неполярных растворителей.

### 5 Å
Молекулярные сита 5 Å имеют состав 0,8 CaO : 0,2 Na2O : 1 Al2O3 : 2,0 ± 0,1 SiO2 : x H2O. 
Такие сита получают путём замены ионов натрия в ситах 4 Å на ионы кальция. Они применяются для разделения алканов нормального строения от разветвлённых и циклических алканов, а также для удаления сероводорода, меркаптанов и диоксида углерода из природного газа.

### 13X
Молекулярные сита 13X имеют состав 1 Na2O : 1 Al2O3 : 2,8 ± 0,2 SiO2 : x H2O. 
Такие сита применяются для промышленной осушки газов и удаления из них сероводорода и меркаптанов.

## Активация молекулярных сит
Для восстановления активности молекулярных сит их необходимо прогреть либо продуть газом, чтобы удалить сорбировавшиеся вещества. Существенным фактором в этом процессе является температура обработки. Молекулярные сита 3 Å требуют температуры 175—260 °С. Однако при такой температуре может происходить полимеризация молекул ненасыщенных сорбатов, если таковые присутствовали в очищаемом материале, поэтому рекомендуется постепенное повышение температуры, чтобы дать ненасыщенным молекулам возможность покинуть сита в более низком интервале температур. После прогрева сит требуется охлаждение, что удобно осуществлять, пропуская ток того же газа, но без подачи теплоты. Небольшое количество сит можно сушить без продувания газом, нагревая их в печи и охлаждая в закрытой системе, например, в эксикаторе.